# Списак насељених места у Француској: T
| A \| B \| C \| D \| E \| F \| G \| H \| I \| J \| K \| L \| M \| N \| O \| P \| Q \| R \| S \| T \| U \| V \| W \| X \| Y \| Z \| É |

- Tabaille-Usquain
- Tabanac
- Table
- Tablier
- Tabre
- Tachoires
- Tacoignières
- Taconnay
- Taden
- Tadousse-Ussau
- Taglio-Isolaccio
- Tagnière
- Tagnon
- Tagolsheim
- Tagsdorf
- Tailhac
- Taillades
- Taillancourt
- Taillant
- Taillebois
- Taillebourg (Charente-Maritime)
- Taillebourg (Lot-et-Garonne)
- Taillecavat
- Taillecourt
- Taillefontaine
- Taillepied
- Taillet
- Taillette
- Taillis
- Tailly (Ardennes)
- Tailly (Côte-d'Or)
- Tailly (Somme)
- Taillée
- Tain-l'Hermitage
- Taingy
- Taintrux
- Taisnières-en-Thiérache
- Taisnières-sur-Hon
- Taissy
- Taizy
- Taizé (Deux-Sèvres)
- Taizé (Saône-et-Loire)
- Taizé-Aizie
- Tajan
- Talairan
- Talais
- Talange
- Talant
- Talasani
- Talazac
- Talcy (Loir-et-Cher)
- Talcy (Yonne)
- Talence
- Talencieux
- Talensac
- Talissieu
- Talizat
- Tallans
- Tallard
- Tallenay
- Tallende
- Taller
- Talloires
- Tallone
- Tallud
- Tallud-Sainte-Gemme
- Talmas
- Talmay
- Talmont
- Talmont-Saint-Hilaire
- Talmontiers
- Talon
- Talus-Saint-Prix
- Taluyers
- Tamerville
- Tamnay-en-Bazois
- Tamniès
- Tanavelle
- Tanay
- Tancarville
- Tancoigné
- Tancon
- Tanconville
- Tancrou
- Tancua
- Tangry
- Taninges
- Tanis
- Tanlay
- Tannay (Ardennes)
- Tannay (Nièvre)
- Tanneron
- Tannerre-en-Puisaye
- Tannières
- Tannois
- Tanques
- Tantonville
- Tanu
- Tanus
- Tanville
- Tanzac
- Taponas
- Taponnat-Fleurignac
- Tarabel
- Taradeau
- Tarare
- Tarascon
- Tarascon-sur-Ariège
- Tarasteix
- Tarbes
- Tarcenay
- Tardes
- Tardets-Sorholus
- Tardinghen
- Tardière
- Tarentaise
- Tarerach
- Targassonne
- Target
- Targon
- Tarnac
- Tarnos
- Tarnès
- Taron-Sadirac-Viellenave
- Tarquimpol
- Tarrano
- Tarsac
- Tarsacq
- Tarsul
- Tart-l'Abbaye
- Tart-le-Bas
- Tart-le-Haut
- Tartaras
- Tartas
- Tartiers
- Tartigny
- Tartonne
- Tartre
- Tartre-Gaudran
- Tartécourt
- Tarzy
- Tasque
- Tassenières
- Tassillé
- Tassin-la-Demi-Lune
- Tasso
- Tassé
- Tatinghem
- Taugon
- Taulignan
- Taulis
- Taulé
- Taupont
- Tauriac (Gironde)
- Tauriac (Lot)
- Tauriac (Tarn)
- Tauriac-de-Camarès
- Tauriac-de-Naucelle
- Tauriers
- Taurignan-Castet
- Taurignan-Vieux
- Taurinya
- Taurize
- Taussac
- Taussac-la-Billière
- Tautavel
- Tauves
- Tauxigny
- Tauxières-Mutry
- Tavaco
- Tavant
- Tavaux
- Tavaux-et-Pontséricourt
- Tavel
- Tavera
- Tavernay
- Tavernes
- Tavers
- Tavey
- Taxat-Senat
- Taxenne
- Tayac
- Taybosc
- Tayrac (Aveyron)
- Tayrac (Lot-et-Garonne)
- Tazilly
- Taïx
- Tech
- Teigny
- Teil
- Teilhet (Ariège)
- Teilhet (Puy-de-Dôme)
- Teilhède
- Teillay
- Teillet
- Teillet-Argenty
- Teilleul
- Teillots
- Teillé (Loire-Atlantique)
- Teillé (Sarthe)
- Teissières-de-Cornet
- Teissières-lès-Bouliès
- Telgruc-sur-Mer
- Tellancourt
- Tellecey
- Tellières-le-Plessis
- Teloché
- Temple (Loir-et-Cher)
- Temple-Laguyon
- Temple-de-Bretagne
- Templemars
- Templeuve
- Templeux-la-Fosse
- Templeux-le-Guérard
- Tenay
- Tence
- Tencin
- Tende
- Tendon
- Tendron
- Tendu
- Teneur
- Tennie
- Tenteling
- Tercillat
- Tercis-les-Bains
- Tercé
- Terdeghem
- Tergnier
- Terjat
- Termes (Ardennes)
- Termes (Aude)
- Termes (Lozère)
- Termes-d'Armagnac
- Termignon
- Terminiers
- Ternand
- Ternant (Charente-Maritime)
- Ternant (Côte-d'Or)
- Ternant (Nièvre)
- Ternant-les-Eaux
- Ternas
- Ternat
- Ternay (Loir-et-Cher)
- Ternay (Rodan)
- Ternay (Vienne)
- Ternes
- Ternuay-Melay-et-Saint-Hilaire
- Terny-Sorny
- Terramesnil
- Terrasse
- Terrasse-sur-Dorlay
- Terrasson-la-Villedieu
- Terrats
- Terraube
- Terre-Clapier
- Terre-Natale
- Terrebasse
- Terrefondrée
- Terrehault
- Terres-de-Chaux
- Terrisse
- Terroles
- Terron-sur-Aisne
- Terrou
- Tersanne
- Tersannes
- Terssac
- Tertre-Saint-Denis
- Tertry
- Terville
- Tessancourt-sur-Aubette
- Tessel
- Tesson
- Tessonnière
- Tessoualle
- Tessy-sur-Vire
- Tessé-Froulay
- Tessé-la-Madeleine
- Teting-sur-Nied
- Teuillac
- Teulat
- Teurthéville-Bocage
- Teurthéville-Hague
- Teyjat
- Teyran
- Teyssieu
- Teyssières
- Teyssode
- Thaas
- Thaims
- Thairé
- Thaix
- Thal-Drulingen
- Thal-Marmoutier
- Thalamy
- Thann
- Thannenkirch
- Thanvillé
- Thaon
- Thaon-les-Vosges
- Tharaux
- Tharoiseau
- Tharot
- Thaumiers
- Thauron
- Thauvenay
- Theil (Allier)
- Theil (Manche)
- Theil (Orne)
- Theil-Bocage
- Theil-Rabier
- Theil-en-Auge
- Theil-sur-Vanne
- Theillay
- Theillement
- Theix
- Theizé
- Thel
- Thelonne
- Thenailles
- Thenay (Indre)
- Thenay (Loir-et-Cher)
- Thenelles
- Theneuil
- Theneuille
- Thenissey
- Thennelières
- Thennes
- Thenon
- Therdonne
- Thermes-Magnoac
- Thervay
- Theuley
- Theuville (Eure-et-Loir)
- Theuville-aux-Maillots
- Thevet-Saint-Julien
- Thevray
- They-sous-Montfort
- They-sous-Vaudemont
- Theys
- Thiais
- Thiancourt
- Thianges
- Thiant
- Thiat
- Thiaucourt-Regniéville
- Thiaville-sur-Meurthe
- Thiberville
- Thibie
- Thibivillers
- Thibouville
- Thicourt
- Thieffrain
- Thieffrans
- Thiel-sur-Acolin
- Thiembronne
- Thiennes
- Thiepval
- Thiergeville
- Thiernu
- Thiers (Puy-de-Dôme)
- Thiers-sur-Thève
- Thierville
- Thierville-sur-Meuse
- Thiescourt
- Thieulin
- Thieulloy-l'Abbaye
- Thieulloy-la-Ville
- Thieuloy-Saint-Antoine
- Thieuloye
- Thieux (Oise)
- Thieux (Seine-et-Marne)
- Thignonville
- Thil (Ain)
- Thil (Aube)
- Thil (Haute-Garonne)
- Thil (Marne)
- Thil (Meurthe-et-Moselle)
- Thil-Manneville
- Thil-Riberpré
- Thil-sur-Arroux
- Thilay
- Thilleux
- Thillois
- Thillombois
- Thillot (Meuse)
- Thillot (Vosges)
- Thilouze
- Thimert-Gâtelles
- Thimonville
- Thimory
- Thin-le-Moutier
- Thiolières
- Thionne
- Thionville
- Thiouville
- Thiraucourt
- Thiron Gardais
- Thiré
- This (miasto)
- Thise
- Thivars
- Thivencelle
- Thiverny
- Thiverval-Grignon
- Thivet
- Thiviers
- Thiville
- Thizay (Indre)
- Thizay (Indre-et-Loire)
- Thizy (Rodan)
- Thizy (Yonne)
- Thièvres (Pas-de-Calais)
- Thièvres (Somme)
- Thiébauménil
- Thiéblemont-Farémont
- Thiébouhans
- Thiéfosse
- Thiénans
- Thiéry
- Thiétreville
- Thiéville
- Thiézac
- Thoard
- Thodure
- Thoigné
- Thoiras
- Thoires
- Thoirette
- Thoiria
- Thoiry (Ain)
- Thoiry (Savoie)
- Thoiry (Yvelines)
- Thoiré-sous-Contensor
- Thoiré-sur-Dinan
- Thoissey
- Thoissia
- Thoisy-la-Berchère
- Thoisy-le-Désert
- Thoix
- Thol-lès-Millières
- Thollet
- Thollon-les-Mémises
- Tholonet
- Tholy
- Thomer-la-Sôgne
- Thomery
- Thomirey
- Thonac
- Thonnance-les-Moulins
- Thonnance-lès-Joinville
- Thonne-la-Long
- Thonne-le-Thil
- Thonne-les-Près
- Thonnelle
- Thons
- Thonville
- Thor (Vaucluse)
- Thorailles
- Thoraise
- Thorame-Basse
- Thorame-Haute
- Thoras
- Thorens-Glières
- Thorey
- Thorey-Lyautey
- Thorey-en-Plaine
- Thorey-sous-Charny
- Thorey-sur-Ouche
- Thorigny (Deux-Sèvres)
- Thorigny (Wandea)
- Thorigny-sur-Marne
- Thorigny-sur-Oreuse
- Thorigné
- Thorigné-Fouillard
- Thorigné-d'Anjou
- Thorigné-en-Charnie
- Thorigné-sur-Dué
- Thoronet
- Thorrenc
- Thors (Aube)
- Thors (Charente-Maritime)
- Thory (Somme)
- Thory (Yonne)
- Thoré-la-Rochette
- Thorée-les-Pins
- Thoste
- Thou (Charente-Maritime)
- Thou (Cher)
- Thou (Loiret)
- Thouarcé
- Thouars
- Thouars-sur-Arize
- Thouars-sur-Garonne
- Thouarsais-Bouildroux
- Thouaré-sur-Loire
- Thoult-Trosnay
- Thour
- Thoureil
- Thourie
- Thouron
- Thourotte
- Thoury
- Thoury-Férottes
- Thoux
- Thuboeuf
- Thuel
- Thueyts
- Thugny-Trugny
- Thuile
- Thuiles
- Thuilley-aux-Groseilles
- Thuillières
- Thuit-Hébert
- Thuit-Signol
- Thuit-Simer
- Thulay
- Thumeries
- Thumeréville
- Thun-Saint-Amand
- Thun-Saint-Martin
- Thun-l'Evêque
- Thurageau
- Thuret
- Thurey
- Thurey-le-Mont
- Thurins
- Thury (Côte-d'Or)
- Thury (Yonne)
- Thury-Harcourt
- Thury-en-Valois
- Thury-sous-Clermont
- Thuré
- Thusy
- Thuy
- Thuès-Entre-Valls
- Thyez
- Thèbe
- Thèze (Alpes-de-Haute-Provence)
- Thèze (Pyrénées-Atlantiques)
- Théding
- Thédirac
- Thégra
- Théhillac
- Théligny
- Thélis-la-Combe
- Thélod
- Thélus
- Thémines
- Théminettes
- Thénac (Charente-Maritime)
- Thénac (Dordogne)
- Thénezay
- Thénioux
- Thénisy
- Thénorgues
- Thénésol
- Théoule-sur-Mer
- Thérines
- Thérondels
- Thérouanne
- Thérouldeville
- Thésy
- Thésée
- Théus
- Théville
- Théza
- Thézac (Charente-Maritime)
- Thézac (Lot-et-Garonne)
- Thézan-des-Corbières
- Thézan-lès-Béziers
- Thézey-Saint-Martin
- Théziers
- Thézillieu
- Thézy-Glimont
- Thônes
- Tibiran-Jaunac
- Ticheville
- Tichey
- TieSainte-Uragnoux
- Tieffenbach
- Tiercelet
- Tierceville
- Tiercé
- Tieule
- Tiffauges
- Tigeaux
- Tigery
- Tignac
- Tignes
- Tignet
- Tignieu-Jameyzieu
- Tigny-Noyelle
- Tigné
- Tignécourt
- Tigy
- Til-Châtel
- Tilh
- Tilhouse
- Tillac
- Tillay-le-Péneux
- Tillenay
- Tilleul
- Tilleul-Dame-Agnès
- Tilleux
- Tillières
- Tillières-sur-Avre
- Tilloloy
- Tillou
- Tilloy-Floriville
- Tilloy-et-Bellay
- Tilloy-lez-Cambrai
- Tilloy-lez-Marchiennes
- Tilloy-lès-Conty
- Tilloy-lès-Hermaville
- Tilloy-lès-Mofflaines
- Tilly (Eure)
- Tilly (Indre)
- Tilly (Yvelines)
- Tilly-Capelle
- Tilly-la-Campagne
- Tilly-sur-Meuse
- Tilly-sur-Seulles
- Tillé
- Tilques
- Tincey-et-Pontrebeau
- Tinchebray
- Tincourt-Boucly
- Tincques
- Tincry
- Tingry
- Tinqueux
- Tintry
- Tintury
- Tinténiac
- Tiranges
- Tirent-Pontéjac
- Tirepied
- Tissey
- Titre
- Tivernon
- Tiviers
- Tizac-de-Curton
- Tizac-de-Lapouyade
- Tocane-Saint-Apre
- Tocqueville (Eure)
- Tocqueville (Manche)
- Tocqueville-en-Caux
- Tocqueville-les-Murs
- Tocqueville-sur-Eu
- Toeufles
- Toges
- Togny-aux-Bœufs
- Tolla
- Tollaincourt
- Tollent
- Tollevast
- Tombe
- Tombeboeuf
- Tomblaine
- Tomino
- Tonils
- Tonnac
- Tonnay-Boutonne
- Tonnay-Charente
- Tonneins
- Tonnerre
- Tonneville
- Tonnoy
- Tonquédec
- Torcenay
- Torchamp
- Torchefelon
- Torcieu
- Torcy (Pas-de-Calais)
- Torcy (Saône-et-Loire)
- Torcy (Seine-et-Marne)
- Torcy-en-Valois
- Torcy-et-Pouligny
- Torcy-le-Grand (Aube)
- Torcy-le-Grand (Seine-Maritime)
- Torcy-le-Petit (Aube)
- Torcy-le-Petit (Seine-Maritime)
- Torcé
- Torcé-Viviers-en-Charnie
- Torcé-en-Vallée
- Tordouet
- Tordères
- Torfou (Essonne)
- Torfou (Maine-et-Loire)
- Torigni-sur-Vire
- Tornac
- Tornay
- Torp-Mesnil
- Torpes (Doubs)
- Torpes (Saône-et-Loire)
- Torquesne
- Torreilles
- Torsac
- Torsiac
- Tortebesse
- Tortefontaine
- Tortequesne
- Torteron
- Torteval-Quesnay
- Tortezais
- Tortisambert
- Torvilliers
- Torxé
- Tosny
- Tosse
- Tossiat
- Tostat
- Tostes
- Totainville
- Touchay
- Touche (Drôme)
- Touches
- Touches-de-Périgny
- Toucy
- Toudon
- Touffailles
- Toufflers
- Touffreville
- Touffreville-la-Cable
- Touffreville-la-Corbeline
- Touffreville-sur-Eu
- Touffréville
- Touget
- Touille
- Touillon
- Touillon-et-Loutelet
- Toujouse
- Toul
- Toulaud
- Toulenne
- Touligny
- Toulis-et-Attencourt
- Toulon-sur-Allier
- Toulon-sur-Arroux
- Toulonjac
- Toulouges
- Toulouse-le-Château
- Toulouzette
- Toulx-Sainte-Croix
- Touques
- Touquet-Paris-Plage
- Touquettes
- Touquin
- Tour (Alpes-Maritimes)
- Tour (Haute-Savoie)
- Tour-Saint-Gelin
- Tour-d'Aigues
- Tour-d'Auvergne
- Tour-de-Faure
- Tour-de-Salvagny
- Tour-de-Sçay
- Tour-du-Crieu
- Tour-du-Meix
- Tour-du-Parc
- Tour-du-Pin
- Tour-en-Bessin
- Tour-en-Jarez
- Tour-en-Sologne
- Tour-sur-Orb
- Tourailles (Loir-et-Cher)
- Tourailles (Orne)
- Tourbes
- Tourcelles-Chaumont
- Tourch
- Tourcoing
- Tourdun
- Tourette
- Tourette-Cabardès
- Tourette-du-Château
- Tourgéville
- Tourlandry
- Tourlaville
- Tourliac
- Tourly
- Tourmignies
- Tourmont
- Tournai-sur-Dive
- Tournan
- Tournan-en-Brie
- Tournans
- Tournavaux
- Tournay
- Tournay-sur-Odon
- Tournebu
- Tournecoupe
- Tournedos-Bois-Hubert
- Tournedos-sur-Seine
- Tournefeuille
- Tournefort
- Tournehem-sur-la-Hem
- Tournemire (Aveyron)
- Tournemire (Cantal)
- Tournes
- Tourneur
- Tourneville
- Tournissan
- Tournières
- Tournoisis
- Tournon
- Tournon-Saint-Martin
- Tournon-Saint-Pierre
- Tournon-d'Agenais
- Tournon-sur-Rhône
- Tournous-Darré
- Tournous-Devant
- Tournus
- Tourny
- Tourouvre
- Tourouzelle
- Tourreilles (Aude)
- Tourreilles (Haute-Garonne)
- Tourrenquets
- Tourrette-Levens
- Tourrettes (Drôme)
- Tourrettes (Var)
- Tourrettes-sur-Loup
- Tourriers
- Tours
- Tours-en-Savoie
- Tours-en-Vimeu
- Tours-sur-Marne
- Tours-sur-Meymont
- Tourtenay
- Tourteron
- Tourtoirac
- Tourtour
- Tourtouse
- Tourtrol
- Tourtrès
- Tourves
- Tourville-en-Auge
- Tourville-la-Campagne
- Tourville-la-Chapelle
- Tourville-la-Rivière
- Tourville-les-Ifs
- Tourville-sur-Arques
- Tourville-sur-Odon
- Tourville-sur-Pont-Audemer
- Tourville-sur-Sienne
- Toury
- Toury-Lurcy
- Toury-sur-Jour
- Tourzel-Ronzières
- Toussaint
- Toussieu
- Toussieux
- Tousson
- Toussus-le-Noble
- Toutainville
- Toutenant
- Toutencourt
- Toutens
- Toutlemonde
- Toutry
- Touvet
- Touville
- Touvois
- Touvre
- Touvérac
- Touzac (Charente)
- Touzac (Lot)
- Touët-de-l'Escarène
- Touët-sur-Var
- Tox
- Toy-Viam
- Tracy-Bocage
- Tracy-le-Mont
- Tracy-le-Val
- Tracy-sur-Loire
- Tracy-sur-Mer
- Trades
- Traenheim
- Tragny
- Trait
- Traitiéfontaine
- Traize
- Tralaigues
- Tralonca
- Tramain
- Tramayes
- Trambly
- Tramecourt
- Tramery
- Tramezaïgues
- Tramolé
- Tramont-Emy
- Tramont-Lassus
- Tramont-Saint-André
- Tramoyes
- Trampot
- Tranche-sur-Mer
- Tranclière
- Trancrainville
- Tranger
- Trangé
- Trannes
- Tranqueville-Graux
- Trans (Ille-et-Vilaine)
- Trans (Mayenne)
- Trans-en-Provence
- Trans-sur-Erdre
- Translay
- Transloy
- Tranzault
- Trappes
- Trassanel
- Traubach-le-Bas
- Traubach-le-Haut
- Trausse
- Travaillan
- Travecy
- Traversères
- Traves (Haute-Saône)
- Travet
- Trayes
- Traînel
- Traînou
- Treban
- Trefcon
- Treffendel
- Treffiagat
- Treffieux
- Treffléan
- Treffort
- Treffort-Cuisiat
- Treffrin
- Treignac
- Treignat
- Treigny
- Treilles
- Treilles-en-Gâtinais
- Treillières
- Treix
- Treize-Septiers
- Treize-Vents
- Trelins
- Trelly
- Tremblade
- Tremblay (Ille-et-Vilaine)
- Tremblay (Maine-et-Loire)
- Tremblay-en-France
- Tremblay-les-Villages
- Tremblay-sur-Mauldre
- Tremblecourt
- Tremblois
- Trenal
- Trensacq
- Trentels
- Trept
- Tresbœuf
- Trescault
- Treschenu-Creyers
- Trescléoux
- Treslon
- Tresnay
- Trespoux-Rassiels
- Tresques
- Tressan
- Tressandans
- Tressange
- Tresserre
- Tresserve
- Tresses
- Tressignaux
- Tressin
- Tresson
- Tressé
- Treteau
- Trets
- Treux
- Treuzy-Levelay
- Triac-Lautrait
- Triadou
- Triaize
- Tribehou
- Trichey
- Tricot
- Trie-Château
- Trie-la-Ville
- Trie-sur-Baïse
- Triel-sur-Seine
- Triembach-au-Val
- Trieux
- Trigance
- Trignac
- Trigny
- Triguères
- Trilbardou
- Trilla
- Trilport
- Trimbach
- Trimer (Ille-et-Vilaine)
- Trimouille
- Trinay
- Trinitat
- Trinité (Alpes-Maritimes)
- Trinité (Manche)
- Trinité (Savoie)
- Trinité-Porhoët
- Trinité-Surzur
- Trinité-des-Laitiers
- Trinité-du-Mont
- Trinité-sur-Mer
- Triors
- Trioulou
- Tripleville
- Triquerville
- Triqueville
- Trith-Saint-Léger
- Tritteling
- Trivy
- Trizac
- Trizay
- Trizay-Coutretot-Saint-Serge
- Trizay-lès-Bonneval
- Troarn
- Troche
- Trochères
- Trocy-en-Multien
- Trogues
- Troguéry
- Trois-Fonds
- Trois-Fontaines-l'Abbaye
- Trois-Monts
- Trois-Moutiers
- Trois-Palis
- Trois-Pierres
- Trois-Puits
- Trois-Villes
- Trois-Vèvres
- Troisfontaines
- Troisfontaines-la-Ville
- Troisgots
- Troissereux
- Troissy
- Troisvaux
- Troisvilles
- Tromarey
- Tromborn
- Troncens
- Tronche
- Tronchoy
- Tronchy
- Trondes
- Tronget
- Tronquay (Calvados)
- Tronsanges
- Tronville
- Troo
- Trosly-Breuil
- Trosly-Loire
- Trouans
- Troubat
- Trouhans
- Trouhaut
- Trouillas
- Trouley-Labarthe
- Troussencourt
- Troussey
- Troussures
- Trouvans
- Trouville
- Trouville-la-Haule
- Trouville-sur-Mer
- Trouy
- Troye-d'Ariège
- Troyes
- Troyon
- Troësnes
- Truchtersheim
- Truchère
- Trucy
- Trucy-l'Orgueilleux
- Trucy-sur-Yonne
- Truel
- Trugny
- Truinas
- Trumilly
- Trun
- Trungy
- Truttemer-le-Grand
- Truttemer-le-Petit
- Truyes
- Trèbes
- Trèves (Gard)
- Trèves (Rodan)
- Tréal
- Tréauville
- Trébabu
- Tréban
- Trébas
- Trébeurden
- Trébons
- Trébons-de-Luchon
- Trébons-sur-la-Grasse
- Trébrivan
- Trébry
- Trébédan
- Tréclun
- Trécon
- Trédaniel
- Trédarzec
- Trédias
- Trédion
- Trédrez
- Tréflaouénan
- Tréflez
- Tréflévénez
- Tréfols
- Tréfumel
- Trégarantec
- Trégarvan
- Trégastel
- Tréglamus
- Tréglonou
- Trégomeur
- Trégon
- Trégonneau
- Trégourez
- Trégrom
- Tréguennec
- Trégueux
- Tréguidel
- Tréguier
- Trégunc
- Tréhet
- Tréhorenteuc
- Tréhou
- Tréjouls
- Trélans
- Trélazé
- Trélissac
- Trélivan
- Trélon
- Trélou-sur-Marne
- Trélévern
- Trémaouézan
- Trémargat
- Trémauville
- Trémeheuc
- Trémel
- Trémentines
- Trémery
- Trémeur
- Tréminis
- Trémoins
- Trémolat
- Trémons
- Trémont (Maine-et-Loire)
- Trémont (Orne)
- Trémont-sur-Saulx
- Trémonzey
- Trémorel
- Trémouille
- Trémouille-Saint-Loup
- Trémouilles
- Trémoulet
- Trémuson
- Tréméloir
- Tréméoc
- Tréméreuc
- Tréméven (Côtes-d'Armor)
- Tréméven (Finistère)
- Tréogan
- Tréogat
- Tréon
- Tréouergat
- Trépail
- Tréport
- Trépot
- Tréprel
- Trésauvaux
- Trésilley
- Trétoire
- Trévenans
- Tréveneuc
- Tréveray
- Trévien
- Trévignin
- Trévillach
- Tréville
- Trévillers
- Trévilly
- Trévières
- Trévol
- Trévou-Tréguignec
- Trévoux (Ain)
- Trévoux (Finistère)
- Trévron
- Trévé
- Trévérec
- Trévérien
- Trézelles
- Tréziers
- Trézilidé
- Trézioux
- Trézény
- Tubersent
- Tuchan
- Tucquegnieux
- Tudeils
- Tudelle
- Tuffé
- Tugny-et-Pont
- Tugéras-Saint-Maurice
- Tuilière
- Tulette
- Tulle
- Tullins
- Tully
- Tupigny
- Tupin-et-Semons
- Turballe
- Turbie
- Turcey
- Turckheim
- Turenne
- Turgon (Charente)
- Turgy
- Turny
- Turquant
- Turquestein-Blancrupt
- Turqueville
- Turretot
- Turriers
- Tursac
- Tusson
- Tuzaguet
- Tuzie
- Tâche
- Tâtre
- Técou
- Tétaigne
- Téteghem
- Téterchen
- Téthieu
- Têche
- Tôtes

| A \| B \| C \| D \| E \| F \| G \| H \| I \| J \| K \| L \| M \| N \| O \| P \| Q \| R \| S \| T \| U \| V \| W \| X \| Y \| Z \| É |